# 율리야 스니기리
율리야 빅토로브나 스니기리(러시아어: Ю́лия Ви́кторовна Сниги́рь, 1983년 6월 2일 ~ )는 러시아의 배우이자 모델이다.

## 출연작

### 영화
- 《레볼루션 아일랜드》(2008년) - 라다 역
- 《인해비티드 아일랜드 2: 최후의 전투》(2009년)
- 《코코코》(2012년)
- 《다이하드: 굿 데이 투 다이》(2013년) - 이리나 역
- 《프리저》(2013년)
- 《어바웃 러브》(2015년)
- 《더 랜드 오브 오즈》(2015년)
- 《블록버스터》(2017년)